# Saluda (Virginie)
Pour les articles homonymes, voir Saluda.
Saluda est une census-designated place située en Virginie, aux États-Unis. C’est le siège du comté de Middlesex. Lors du recensement de 2010, sa population s’élevait à 769 habitants.

## Source
- (en) Cet article est partiellement ou en totalité issu de l’article de Wikipédia en anglais intitulé « Saluda, Virginia » (voir la liste des auteurs).